# Bois-de-Nivelles
Bois-de-Nivelles est un hameau du Brabant wallon en Belgique. Sis à 5 kilomètres au sud de Nivelles, à la frontière de la province du Hainaut,  il fait administrativement partie de la ville et commune de Nivelles, (Région wallonne de Belgique).

## Particularités

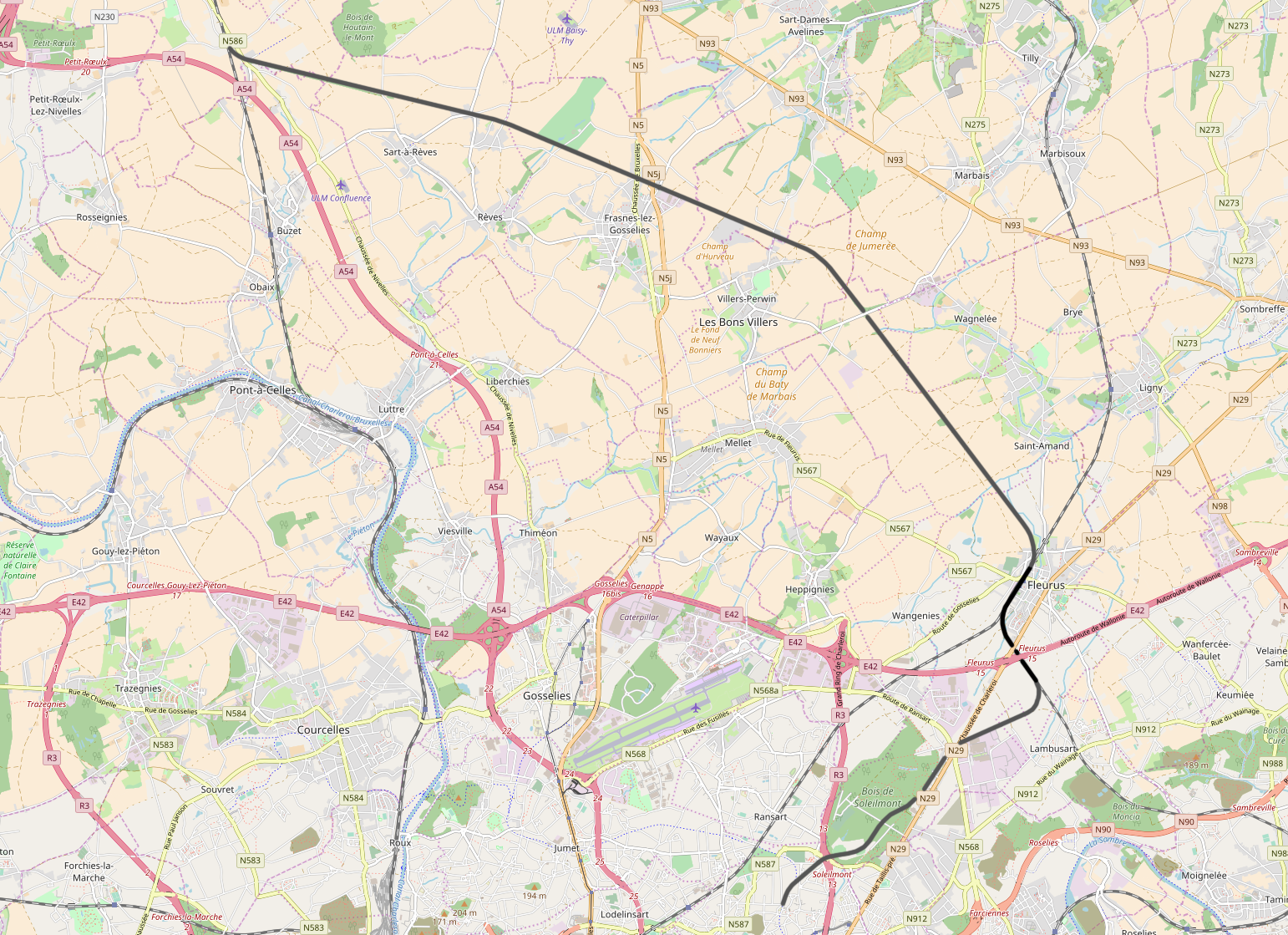
Tracé de l'ancienne ligne 131 de la SNCB, partant de Bois-de-Nivelles

Le hameau se trouve sur la chaussée allant de Nivelles à Charleroi (route nationale 586), dernière localité avant de passer dans le Hainaut. C’est à Bois-de-Nivelles que se trouvait l’embranchement de la ligne de chemin de fer 131, reliant Nivelles à Fleurus, aujourd’hui disparue.